# Cephalotes borgmeieri
Cephalotes borgmeieri é uma espécie de inseto do gênero Cephalotes, pertencente à família Formicidae.